# Соко град (Плива)
Соко град или Сокол је средњовековна утврда у долини Пливе у близини Шипова, Република Српска. Била је средиште Пливске жупе у доба средњовековне Босне. Смештен је на стени изнад реке Сокочнице која се у Шипову улива у Пливу.

## Прошлост
Соко град је вероватно настао крајем прве половине XIII века, када су се у тадашњој бановини Босни почеле градити прве јаче тврђаве. Угарски краљ Лајош I Анжујски је приликом свог напада на Босну покушао да у јулу 1363. године заузме Соко град, али га је у томе спречила јуначка одбрана града и он се након три дана борбе повукао. На челу одбране стајао је војвода Вукац, који је због тих заслуга добио од бана Твртка Пливску жупу са све Соко градом. Мађари су поново покушали да заузму град 1405. године, али су опет били поражени. Последњи деспот Србије и краљ Босне Стефан Томашевић је кратко време провео у тврђави током агоније у којој се срушила краљевина Босна, након чега коначно улази у састав краљевине Угарске. Током борби Турака и Мађара у другој половини XV и почетком XVI века Соко град се налазио у саставу угарске Јајачке бановине, све до 1521. године када га Турци коначно заузимају. Соко Град је служио Отоманској империји до 1833. године, када га је напустила војна посада.

## Изглед утврде

### Развој утврде
Соко град је у почетку чинила само тзв. утврђена кула (A) са малим двориштем. Град је касније проширен на данашњи Горњи град, коме је касније придодат Доњи град, након чега су бедеми и куле ојачавани и прилагођавани употреби ватреног оружја. Као један од последњих степена у развоју утврде је изградња куле на другој страни кањона Сокочнице, која је штитила Соко од артиљеријских напада са запада. На бедемима утврде се могу приметити три слоја градње и развоја града, који карактеришу државу у чијем саставу се тврђава налазила:
- 1. Бановина и краљевина Босна (од настанка до 1463. године)
- 2. Угарска (од 1463. до 1521. године)
- 3. Османско царство (од 1521. до 1833. године)

## Соко град данас
Тврђава је данас у рушевинама, али њен положај којим се надгледала долина Пливе и дан данас привлачи туристе жељне уживања у предивном погледу. Захваљујући напорима планинара ПД Виторог простор Горњег града очишћен је од шибља у које је био обрастао, а у њему су постављене и клупе за одмор.